# Parakou (álbum)
Parakou é, oficialmente, o álbum de estreia da cantora, compositora e produtora beninense Angélique Kidjo. O álbum foi lançado em 1990, pela Interscope Records. O álbum traz 9 faixas das quais, 8 foram compostas por Angélique Kidjo e Jean Hébrail, que foi o arranjador e o produtor do álbum, ao lado de Alain Guerrini.

## Faixas
| N.º            | Título         | Compositor(es)                 | Duração |  |
| 1.             | "Alindjo"      | Angélique Kidjo e Jean Hébrail | 4:05    |  |
| 2.             | "Zanku"        | Angélique Kidjo e Jean Hébrail | 4:18    |  |
| 3.             | "Doliéo"       | Angélique Kidjo e Jean Hébrail | 3:56    |  |
| 4.             | "Agossi"       | Angélique Kidjo e Jean Hébrail | 4:02    |  |
| 5.             | "Kpeti-Kpeti"  | Angélique Kidjo e Jean Hébrail | 4:07    |  |
| 6.             | "Gogbahoun"    | Angélique Kidjo e Jean Hébrail | 4:01    |  |
| 7.             | "Blewu"        | Bella Bellow                   | 2:04    |  |
| 8.             | "Yonnoun"      | Angélique Kidjo e Jean Hébrail | 4:40    |  |
| 9.             | "Tanyin"       | Angélique Kidjo e Jean Hébrail | 3:12    |  |
| Duração total: | Duração total: | Duração total:                 | 33:49   |  |